# Madegalatha
Madegalatha is een geslacht van vlinders van de familie uilen (Noctuidae).

## Soorten
- M. malagassica (Hampson, 1909)
- M. occidentalis Viette, 1968
- M. occidentis Viette, 1968